# ТЕС Мінтаро
33°54′12″ пд. ш. 138°44′18″ сх. д. / 33.90333° пд. ш. 138.73833° сх. д.
ТЕС Мінтаро – теплова електростанція на півдні Австралії.
В 1990 році на майданчику станції ввели в дію встановлену на роботу у відкритому циклі газову турбіну Mitsubishi 701B потужністю 90 МВт. 
ТЕС працює на природному газі, що надходить по перемичці від трубопроводу Мумба – Аделаїда. 
Видача продукції проводиться під напругою 132 кВ.